# Vedåkerskivling
Vedåkerskivling (Agrocybe firma) är en svampart som först beskrevs av Peck, och fick sitt nu gällande namn av Rolf Singer 1940. Vedåkerskivling ingår i släktet marktofsskivlingar och familjen Strophariaceae.  Arten är reproducerande i Sverige. Inga underarter finns listade i Catalogue of Life.